# دانيال رومان
دانيال رومان (بالإنجليزية: Daniel Roman)‏ (10 مايو 1990 بلوس أنجلوس في الولايات المتحدة - ) هو ملاكم أمريكي.

## إحصائيات
خاض خلال مسيرته 29 نزالا، فاز في 26 وتعادل في 1 وخسر في 2. فاز بالضربة القاضية في 10 نزالات.

## روابط خارجية
- دانيال رومان على موقع بوكس ريك (الإنجليزية) (registration required)
- دانيال رومان على موقع Tapology.com (الإنجليزية)